# Dorytomus taeniatus
Dorytomus taeniatus är en skalbaggsart som först beskrevs av Fabricius 1781.  Dorytomus taeniatus ingår i släktet Dorytomus, och familjen vivlar. Arten är reproducerande i Sverige.